# Christian Friedrich von Hedemann-Heespen
Christian Friedrich von Hedemann-Heespen (* 2. Juli 1769 in Hemmelmark; † 17. Januar 1847 in Deutsch-Nienhof) war ein Gutsbesitzer.

## Leben und Wirken
Christian Friedrich von Hedemann-Heespen war ein Sohn von Georg von Hedemann und dessen Ehefrau Davidia von Drieberg. Er hatte zehn Brüder und drei Schwestern. Sein Patenonkel war Christian Friedrich von Heespen, der ihn 1776 zu seinem Erben ernannte. Die bedeutendsten Güter des Erbes waren Deutsch-Nienhof und Pohlsee. 
Mit dem Erreichen des Mündigenalters übernahm Hedemann beide Güter. Er und seine Nachkommen nahmen den Doppelnamen und das Wappen von Hedemann-Heespen an. Er führte die Güter nicht ausreichend sparsam und konnte nach dem dänischen Staatsbankrott von 1813 nur mühsam den eigenen Bankrott abwenden. Im Lauf der Jahre erwarb er kostbare Bücher und Gemälde, ließ das Herrenhaus von Deutsch-Nienhof umbauen, einen englischen Garten anlegen und ein Erbbegräbnis errichten.
Von Hedemann-Heespen wurde 1802 zum dänischen Major ernannt und 1817 Mitglied der schleswig-holsteinischen Ritterschaft.
Von Hedemann-Heespen heiratete am 25. Mai 1792 in Wien Maria Josefa von Zencker (* 17. September 1762 in Wien; † 29. Dezember 1835 auf Deutsch-Nienhof). Das Ehepaar hatte zwei Töchter und den Sohn Johann Friedrich von Hedemann-Heespen, der die Güter des Vaters erbte und wirtschaftlich sanierte.